# Chironex fleckeri
A Chironex fleckeri a kockamedúzák (Cubozoa) osztályának Chirodropida rendjébe, ezen belül a Chirodropidae családjába tartozó faj.
A Chironex kockamedúzanem típusfaja.

## Előfordulása
A Chironex fleckeri Délkelet-Ázsiától egészen Ausztráliáig fordul elő; a Csendes- és az Indiai-óceánok határán, valamint azok ausztráliai partjainál.

## Tudnivalók
Az egyik legveszélyesebb medúzafaj; csak Ausztráliában 1884-1996 között 63 embert ölt meg. Az állat nem szándékosan öl embereket, hanem ha az úszók, fürdőzök véletlenül hozzáérnek a 3 méteresre is megnövő, mérgező szálaihoz, elsősegélynyújtás hiányában 2-5 perc múlva meghalhatnak.
Az állat a mérgét a zsákmányainak megszerzéséhez, valamint a ragadozóinak elriasztásához fejlesztette ki. Táplálékai a kis rákok és kis halak, míg a természetes ellenségei egyes tengeriteknős-félék (Cheloniidae).

## Képek

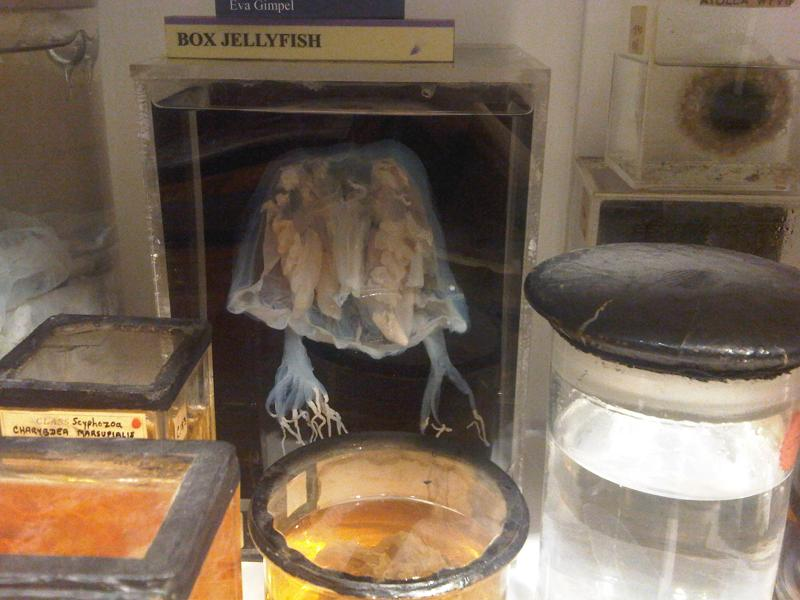
Múzeumi példány
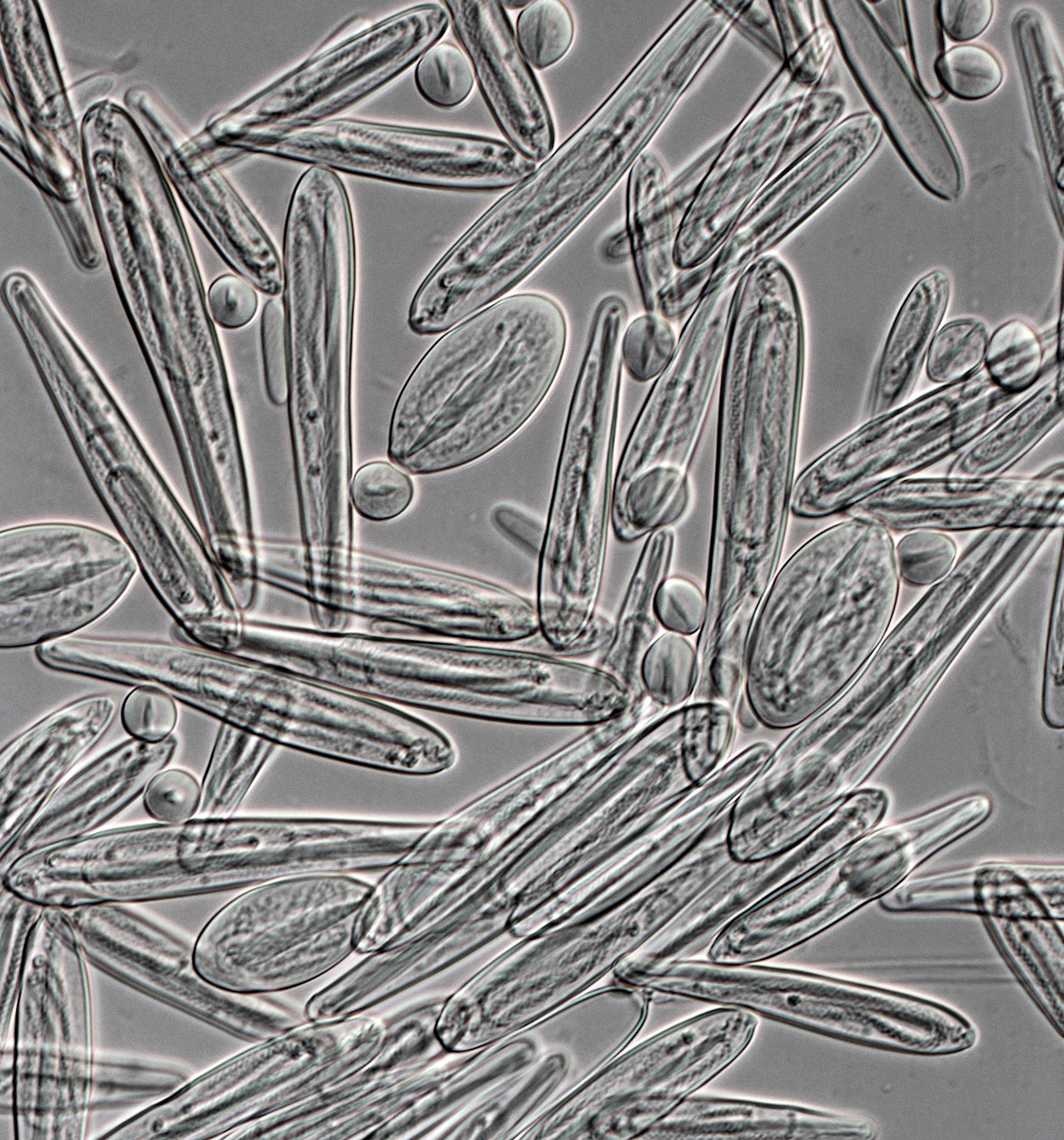
Felnagyított méregtartói